# 序章 (X-ファイルのエピソード)
「序章」（原題：“Pilot”）は、SFテレビドラマ『X-ファイル』のシーズン1第1話で、1993年9月10日に初めてFOXが放送した。本エピソードは、シリーズ全体を通して展開される「ミソロジー」の導入部となっている。

## スタッフ
- 監督:ロバート・マンデル
- 脚本:クリス・カーター

## 出演者

### レギュラー
- デイヴィッド・ドゥカヴニー - フォックス・モルダー特別捜査官
- ジリアン・アンダーソン - ダナ・スカリー特別捜査官
- ウィリアム・B・デイヴィス - シガレット・スモーキング・マン

### ゲスト
- チャールズ・シオフィ - スコット・ブレヴィンス課長
- レオン・ラッサム - マイルズ刑事
- クリフ・デ・ヤング - ジェイ・ネンマン医師
- サラ・コスコフ - テレサ・ネンマン
- ザッカリー・アンズリー - ビリー・マイルズ

## ストーリー
アメリカ合衆国オレゴン州ベルフルールに住む、高校生のカレン・スウェンソンが森の中に入っていく様子が目撃された。カレンが穴に落ちたとき、何者かが彼女に近づいた。その瞬間、2人は謎の光に包まれた。後日、警察によってカレンの死体が発見された。奇妙なことに、彼女の背中には小さな2つの痣がついていた。
FBIのダナ・スカリー特別捜査官はスコット・ブレヴィンス課長に呼び出された。その場には、政府の重鎮と思われる男性（シガレット・スモーキング・マン）が同席していた。ブレヴィンス課長はスカリーにX-ファイル課への移動を命じた。X-ファイル課はFBI内部でも存在が知られていない部署で、超常現象とされる事件の捜査に当たる部署であった。そこには、FBIで変人と噂されるフォックス・モルダー特別捜査官がいた。ブレヴィンス課長は科学の知識を豊富に持っているスカリーがX-ファイルを否定することを望んでいるようだったが、はっきりとその目的を口にすることはなかった。
スカリーはモルダーに自己紹介した後、モルダーからスウェンソンの事件に関する見解を聞くことになった。モルダーが言うのは、カレンの高校では奇怪な状況下で3人の死者が出ており、カレンは4人目の犠牲者だという。また、スウェンソンの死体からは未知の化合物が検出されたという。これらを受けて、モルダーはスウェンソンの死が地球外生命体の活動によるものだと結論付けた。しかし、懐疑主義者であるスカリーはモルダーの主張に納得することができなかった。
モルダーとスカリーはスウェンソンの事件を捜査するために、ベルフルールへと向かった。2人が乗った自動車が、町の近くの森の中を走っていると、カーラジオが原因不明の機能不全を起こした。モルダーはラジオに異常が起きた地点にスプレーで「X」とマーキングした。その後、町に到着したモルダーは、郡の検視官であるジェイ・ネンマン医師の反対を押し切って、3人目の犠牲者であるレイ・ソームズの死体を墓から出すことにした。ソームズの棺を開けると、中には腐乱死体が入っていた。スカリーはその死体がソームズのものではなく、オランウータンの死体だと判断した。また、死体の鼻腔からは金属製のインプラントが発見された。
モルダーとスカリーはソームズが死ぬ前に治療を受けていた精神病院を訪れ、ソームズの同級生と会う。ビリー・マイルズは昏睡状態にあり、もう一人のペギー・オデルは車いすを使用していた。突然、オデルは鼻から血を流した。オデルにもスウェンソンの同じ痣があった。病院の外で、モルダーはスカリーに「マイルズとオデル、そして他の犠牲者たちもエイリアンに誘拐されたんだ」と言った。
その夜、2人は森に調査に向かった。そこでスカリーは地面に奇妙な焦げ跡を見つけ、それをカルト集団がつけたものではないかと考えた。そこへ地元の警察がやって来て、2人に森から立ち去るように言った。モーテルへ戻る最中、2人はラジオが異常を起こした地点で謎の発光体を見た。その瞬間、自動車はパワーを失った。一瞬の発光が消えた後、モルダーはすでに9分も経過していたことに気が付く。「時間の消失」はエイリアンに誘拐された人によって報告されている現象の一つであった。
モーテルで、モルダーはスカリーに自分が12歳の時に妹のサマンサが失踪したことが、自分をX-ファイルの捜査に駆り立てていると明かした。その後、2人に謎の人物から電話がかかってきた。正体不明の人物は2人にオデルが車にはねられて死んだと伝えてきた。2人が現場に急行すると、オデルの死体はあったが、いつも使っていた車椅子は見当たらなかった。2人がモーテルへ戻ると、モーテルは炎に包まれており、モーテルに置いていた事件の証拠が失われてしまう。そこへ、ネンマンの娘のテレサが2人に助けを求めてやってきた。テレサはふと気が付くと自分が森の中にいたということが何回もあったと訴えるが、やってきた父親とマイルズ刑事に連れていかれてしまった。
モルダーとスカリーは他の犠牲者の遺体をも検証するために墓地にやってきたが、既に何者かが掘り返し、死体を持ち去ったことに気が付いた。モルダーはビリー・マイルズが犠牲者を森に運んだのではないかと疑った。2人が森に引き返すと、そこにはマイルズ刑事がいた。悲鳴が聞こえたので、周囲を捜索すると、ビリーがテレサを腕で押さえつけていた。そこに謎の光が現われ、ビリーとテレサの傷が回復したのだった。
数か月後、マイルズは催眠治療を受けていた。治療の中で、マイルズは森で卒業パーティーを開いていたときに、自分と同級生がエイリアンに誘拐されたことを思い出した。そこで、彼らはエイリアンの実験を受け、実験に耐えられなかった者が死んだのだった。事の次第をブレヴィンス課長に報告したスカリーは、スウェンソン事件の唯一の証拠であるインプラントを課長に渡した。しかし、後にスカリーは、スウェンソン事件の存在そのものがなかったことになったとモルダーから聞かされた。
シガレット・スモーキング・マンはスカリーの持ち帰ったインプラントをペンタゴンの巨大な資料保管庫にしまう。

## 製作

### プリ・プロダクション
本エピソードのシナリオを思いついたとき、クリス・カーターは「ズボンが脱げてしまうほど視聴者を怖がらせたい」と思ったという。また、本エピソードは1974年のテレビドラマ『事件記者コルチャック』から大きな影響を受けている。2人のエージェントが超常現象を捜査するという構造は『事件記者コルチャック』と同じである。フォックス・モルダーとダナ・スカリーのキャラクター設定を練り上げているとき、カーターは2人のキャラクターをステレオタイプに反したものにすると決めた。つまり、男性のモルダーを超常現象肯定派にし、女性のスカリーを懐疑主義者にしたのである（従来のテレビドラマでは、懐疑主義者の役割は男性が担っていた）。
主役の2人を演じる俳優を決めるのにあたって、カーターはスカリーを演じるのに相応しい女優を見つけることに苦労した。カーターがジリアン・アンダーソンをスカリー役に選んだとき、FOXは不満を漏らしたという。カーターはFOXがアンダーソンの起用に難色を示すことを事前に察知していた。カーターはオーディションで見たアンダーソンの演技を絶賛し、「恐ろしいほどの才能を持つ女優だ」「アンダーソンは私がスカリーに必要だと考えている素質をすべて表現している。スカリーを演じるべき人間は彼女だ。」と述べた。
他方、モルダーを演じる俳優の選出は順調に進んだ。デイヴィッド・ドゥカヴニーを配役することに関して、FOXも好意的に評価したからである。
ウィリアム・B・デイヴィスがキャスティングされた悪役は、本エピソードにおいてもっと重要な役割を担う予定だった。デイヴィスは「僕は3つのセリフがあるFBIのベテラン捜査官の役を得るためにオーディションを受けた。しかし、落ちてしまった。その代わりに、台詞のないこの役が回ってきたんだ。」と語っている。

### 撮影
本エピソードの主要撮影は200万ドルの予算で1993年の3月に14日間にわたってカナダブリティッシュコロンビア州バンクーバーで行われた。これ以降、第5シーズンまでバンクーバーでの撮影がメインとなった。
町の墓地でのシーンはクイーン・エリザベス公園で行われた（クイーン・エリザベス公園を墓地の撮影に使ったのは、本作が初めてである）。また、精神病院のシーンはバンクーバー市東部のコキットラムにあるリバービュー病院が所有する廃ビルを利用して撮影が行われた。そして、ペンタゴンの資料保管庫のシーンはナリッジ・ネットワークが所有する文書保管庫で撮影された。なお、この文書保管庫内にある会議室が、スカリーに異動命令が出るシーンの撮影に用いられた。
室内でタバコを吸うシガレット・スモーキング・マンの出演シーンを撮影するためには、特別な許可をとる必要があった。
FBIの建物内でのシーンはカナダ放送協会のニューススタジオで撮影された。撮影クルーが望むような、職員一人一人のデスクが区切られたオフィスが見つからなかったために、そこを使わざるを得なかった（ニューススタジオが使える時間は不規則なので、シリーズ後半のエピソードでは、音楽番組のステージが使用されるようになった）。森でのシーンはリン・バレーの森で撮影された。リン・バレーでの撮影に当たって、物資やキャストが移動するための木製の道路を9000ドルかけて整備した。
特殊メイクを担当したトビー・リンダラはテレサ・ネンマンが鼻血を出しているように見せるための小道具を作った（編集で鼻血を付け加える手法や鼻血を出す前と後で分割して撮影する方法はとらなかった）。しかし、テスト撮影中に小道具に使用していたチューブが破裂してしまい、鼻からというよりも、顔全体から出血しているかのようになってしまった。
スカリーが妙な傷（虫刺されだった）を自分の体に見つけ、不安のあまりに下着姿でモルダーの宿泊する部屋を訪ねるシーンがある。そのシーンの撮影に当たって、アンダーソンは「本当にそのシーンは必要なのか」と抗議した。それを受けてカーターは「モルダーとスカリーのプラトニックな関係を視聴者に印象付けるためのシーンだ。それ以上の意味はない。」とアンダーソンに説明した。

### ポスト・プロダクション
本エピソードのポスト・プロダクションは1993年の5月には終了していた。FOXの重役陣の試写会の3時間前に最終版が完成した。なお、J・エドガー・フーヴァービルの外観のフッテージはストックされていたものが使われた。
ビリー・マイルズのアブダクションシーンで、葉の渦を描いて空中に舞うのはコンピューターグラフィックス（CG）によるものである。これはマット・ベックが担当した。カーターはこのシーンに関して「ノルマンディー上陸作戦以上に複雑な手順を要した。」と語っている。

## 削除されたシーン
本エピソードには削除されたシーンが存在し、それは以下のようなものである。
- スカリーがバージニア州クアンティコにあるFBIアカデミーで教壇に立って訓練生たちに生理学の講義をするシーン
- スカリーがFBIの受付にブレヴィンス課長のオフィスの場所を尋ねるシーン
- スカリーがボーイフレンドに会うシーン

## 評価
1993年9月10日に、FOXは初めて「序章」を放映した。その際には、全米で740万世帯（1200万人）の視聴者を獲得した。
「序章」は後に『X-ファイル』の製作に参加する人々からも高い評価を得た。グレン・モーガンは「『未知との遭遇』と『羊たちの沈黙』を合成したような物語で、感動的だった。」と語っている。ハワード・ゴードンは「「序章」には大ヒットしそうな番組の雰囲気があった。」「シリーズの設定と主役の紹介を45分間で済ませるのは、困難なことだ。しかし、『X-ファイル』はそれをやり遂げた。」「すべての要素が見事にまとまっている」と述べている。カーターによると、ルパート・マードックらFOXの重役陣も心からの拍手を送っていたという。
『バラエティ』のトニー・スコットは「序章」に関して「使い古されたコンセプトを利用している。」と批判しつつも、ポテンシャルがあると評価している。演技に対しては「ドゥカヴニーの演技にはユーモアのセンスがある一方で、真実を追求する人間の真剣な姿を見出せる。それ故に、モルダーはパルチザンとなれるのだ。」「信念を揺さぶられる懐疑主義者を演じるアンダーソンも見事だ。モルダーとスカリーは強固なチームになっている」と述べている。
2008年に「序章」を再鑑賞したマット・ヘイグは「画面上でのケミストリーを生み出すのは難しいことだ。しかし、ドゥカヴニーとアンダーソンはそれに成功した。2人があった瞬間から、2人がいつもタッグを組んでいるかのように思わせてくる。」と評価している。

## 続編
シーズン7の第22話（シーズン7最終話）「レクイエム」(Requiem)は、本作の後日談を描いたものである。

## コミカライズ
日本では、かきざき和美によりコミカライズされ、『コミックス X-ファイル』VOL.1（徳間書店、1996年）に収録されている。